# Narcissus (Claudius)
Tiberius Claudius Narcissus, geboren Narcissus, (?, ? - ?, oktober 54) was in de "eerste eeuw" in het Romeinse rijk een vrijgemaakte slaaf (libertus) en gunsteling van keizer Claudius (41-54 n.Chr.), die samen met (Gaius Julius) Callistus en Antonius Pallas een rol kreeg in rechtspraak en bestuur. Hij was praetor en praepositus ab epistulis ("opzichter van de brieven").
Hij was een van de eerste vrijgelatenen die een belangrijke functie kregen in het Romeinse rijk. Zoals gebruikelijk voor vrijgelatenen en geadopteerden werd de naam van zijn patroon aan zijn naam toegevoegd.
Hij maakte van zijn invloed gebruik om zichzelf te verrijken en Rome te verdrukken. Hij veroorzaakte de val van Messalina. Hij haalde zich echter later de haat van Julia Agrippina minor op de hals, die hem, toen zij het plan had gevormd om Claudius te vermoorden, uit Rome verwijderde, naar het zuidelijker Campania, en vervolgens na de dood van Claudius in oktober 54 ter dood brengen, nadat hij nog vooraf zijn briefwisseling met Claudius had vernietigd, om niet door de ontdekking daarvan anderen in het ongeluk te storten.

## Als personage in de literatuur
- Narcissus is een personage in de Apocolocyntosis van Lucius Annaeus Seneca. Hij begroet Claudius in Hades en loopt voor hem uit door de poorten van de onderwereld. Hij is bang voor Cerberus, een hondenbeest zo anders dan de kleine witte hond die Narcissus tijdens zijn leven had gehad.

- Narcissus is een personage uit Robert Graves' roman I, Claudius; in de tv-serie wordt hij geportretteerd door John Cater.

- Narcissus is een personage uit de Franse tragedie Britannicus, in 1669 geschreven door Racine; een drama over de moord op Britannicus door Nero.

- Hij verschijnt ook in de Eagle boekenreeks van Simon Scarrow en in de Caligula & Claudius-boeken van Douglas Jackson.

- Hij verschijnt ook in het boek van Lindsey Davis, Course of Honor (Arrow, 1997).

- Hij verschijnt ook in de Vespasian Series van Robert Fabbri.